# Iglesia de la Virgen de la Soledad (Castellón de la Plana)
La iglesia de la Virgen de la Soledad, actualmente más conocida como parroquia ortodoxa rumana de San Nicolás es un pequeño templo cristiano ubicado en la calle San Roque de Castellón de la Plana (España). En un principio sirvió como templo de culto católico, pero fue cedido a la Iglesia ortodoxa rumana para servir a las necesidades religiosas de la gran comunidad de inmigrantes rumanos que habitan la capital y la provincia que profesan esta fe.
La iglesia fue construida entre 1894 y 1896, unos 50 años después del derribo de la cercana ermita de Sant Roc del Pla situada en la actual plaza de Teodoro Izquierdo. Es obra del arquitecto Godofredo Ros de Ursinos. Se trata de un pequeño templo de planta rectangular con una sola nave de cinco tramos, coro alto de madera en los pies y cabecera plana. La cubierta es de bóvedas de medio cañón sobre arcos de herradura, con capiteles de inspiración mudéjar e inclinada de teja al exterior. Tanto el interior como la fachada tienen carácter arabizante y orientalizante, cercano a la estética de la no muy lejana iglesia de la Sagrada Familia que el mismo arquitecto estaba construyendo simultáneamente. En 1904, Francisco Tomás Traver diseñó la verja que separa el edificio de la calle, usando motivos neoárabes en la decoración del ladrillo visto y de la reja.
Con la erección de la parroquia de Nuestra Señora del Carmen la iglesia cayó en desuso al ser adscrita a ella y acabó desacralizada y abandonada durante años hasta que se instaló en el edificio un ropero de Cáritas. Durante mucho tiempo fue reclamada por diversas entidades sociales y culturales de la ciudad para convertirla en un centro cultural. En 1998 fue declarada Bien de relevancia local de forma genérica.
En 2011 la diócesis de Segorbe-Castellón acordó con la diócesis de España y Portugal de la iglesia ortodoxa rumana ceder el templo para su uso religioso y unos locales cercanos para su uso administrativo y social. Tras un tiempo de obras en las que se trasladaron al lugar los elementos de arte bizantino que ya decoraban la antigua iglesia, y se instalaron nuevas piezas decorativas elaboradas en Rumanía, la parroquia de San Nicolás pudo dejar los bajos comerciales que ocupaba y trasladarse a su nueva ubicación en un edificio más amplio y apropiado para su cometido, celebrando la primera ceremonia religiosa el 2 de diciembre de 2012.
Cabe decir que en 2009 la población de origen rumano en la ciudad de Castellón era de 24 218 habitantes, una cifra que pese a decaer hasta las 15 060 personas en 2022 mantiene a esta comunidad como el grupo de inmigrantes más numeroso establecido en la capital.